# Década de 170
Séculos: (Século I - Século II - Século III)
Décadas: 120 130 140 150 160 - 170 - 180 190 200 210 220
Anos: 170 - 171 - 172 - 173 - 174 - 175 - 176 - 177 - 178 - 179